# Canal Gowanus
Le canal Gowanus (initialement connu sous le nom de Gowanus Creek) est un canal de 1,8 milles (2,9 km) de long dans le quartier de Brooklyn à New York, dans la partie la plus occidentale de Long Island. Autrefois un centre vital de transport de marchandises, le canal a vu son utilisation diminuer depuis le milieu du XXe siècle, parallèlement au déclin de la navigation intérieure par voie d'eau. Il continue à être utilisé pour le transport occasionnel de marchandises et la navigation quotidienne de petits bateaux, de remorqueurs et de barges.

## Parcours

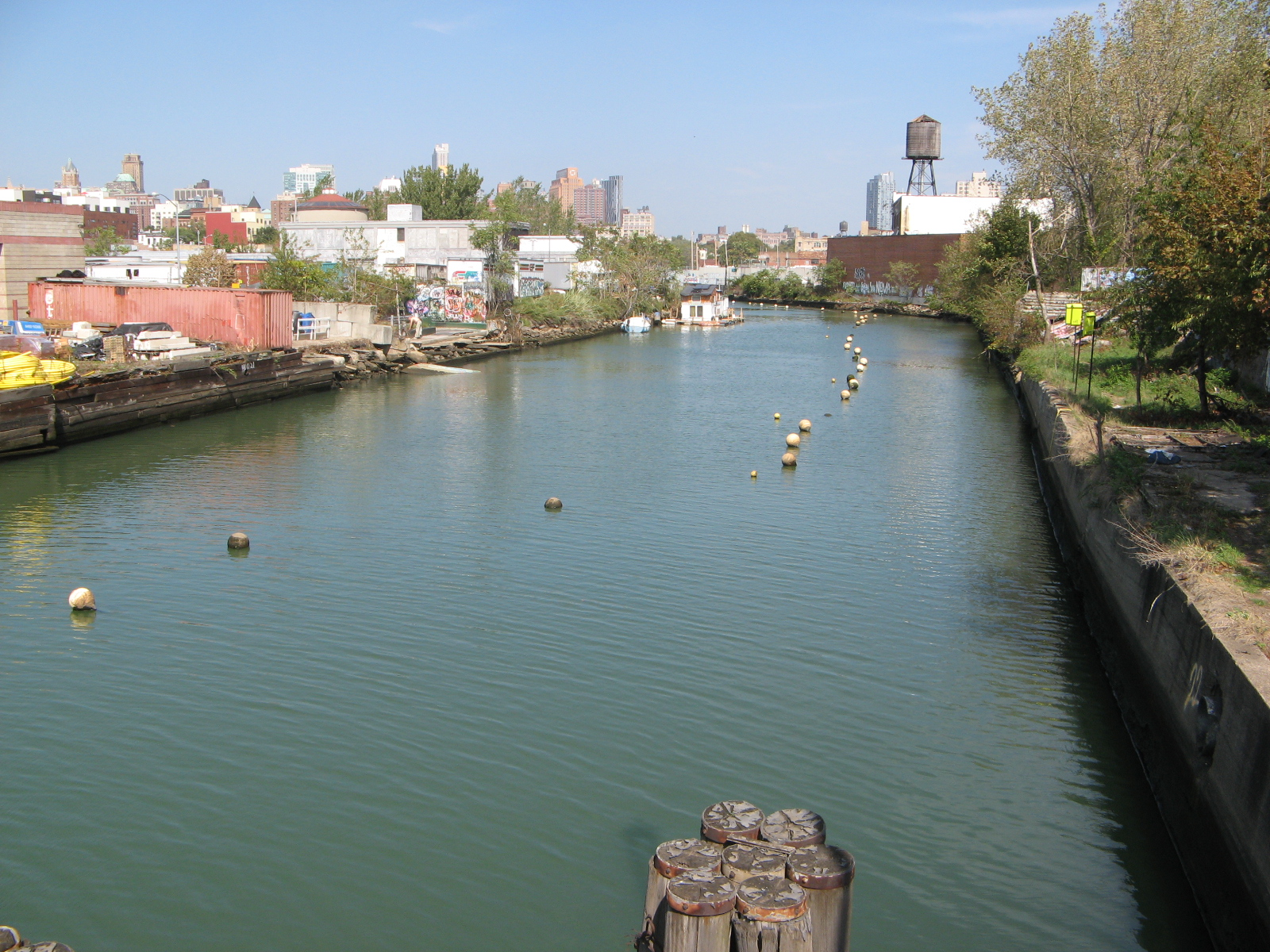
Vue du canal depuis le pont de la 3e rue en 2010

Le canal Gowanus commence à Butler Street dans le quartier de Boerum Hill (en), dans la partie nord-ouest de Brooklyn. La station de pompage des eaux usées située au 201-234 Butler Street, une structure en terre cuite datant de 1911,, est située au nord de la tête du canal. Le canal s'étend ensuite selon un alignement sud-sud-ouest parallèle à la grille des rues locales. Son cours est situé à mi-chemin entre Bond Street à l'ouest et Nevins Street à l'est,. En cours de route, il passe par les ponts d'Union Street, Carroll Street et Third Street du sud au nord. Alors que les ponts d'Union Street et Third Street sont des ponts basculants, le pont de Carroll Street (en) est un pont rétractable qui peut être bougé en diagonale pour laisser passer les navires.
La rive ouest du canal Gowanus accueille une rampe de mise à l'eau sur la Second Street. Cette rampe est située à côté d'un « parc à éponge », qui absorbe les polluants de la rive ouest avant qu'ils ne puissent entrer dans le canal. À la Fourth Street, le bassin de la Fourth Street se sépare à l'est, tandis que le canal Gowanus proprement dit tourne à l'ouest,. Une passerelle avec des sièges, construite dans le cadre de la construction d'un Whole Foods Market, est située sur la rive nord du bassin de la Fourth Street.
À Hoyt Street, deux blocs à l'ouest de Bond Street, le canal tourne vers le sud avec deux affluents supplémentaires à l'est : un affluent de 480 pieds (150 m) de long à Seventh Street, et un autre de 700 pieds (210 m) près de Sixth Street,. Peu après, il passe sous le pont de la neuvième rue, un pont levant ouvert en 1999. Le Culver Viaduct du métro de New York, un viaduc de 90 pieds (27 m) de haut à portée fixe, passe au-dessus du Ninth Street Bridge,. Le viaduc contient la station Smith-Ninth Streets (en), qui est partiellement située au-dessus du canal et est desservie par les trains F et G. Il y a un court affluent à l'est, d'environ 185 pieds (56 m) de long, qui se connecte à un magasin de bricolage Lowe's de ce côté,. À cet endroit, une passerelle mène du Lowe's au nord à la neuvième rue, le long de la rive nord de l'affluent et de la rive est du canal,,. En raison de son emplacement caché, la promenade du front de mer a été peu utilisée.
Aux environs de la 14e rue, le long de la rive est, l'avenue Hamilton et la voie express Gowanus traversent le canal en diagonale du sud-est au nord-ouest, pour rejoindre la rue Lorraine sur la rive ouest,. Des ponts à bascule mobiles séparés, construits en 1942, permettent de transporter le trafic dans les deux sens de Hamilton Avenue, tandis que le Gowanus Expressway s'élève sur un viaduc au-dessus du canal.
L'embouchure du canal se trouve à la baie Gowanus, une partie de la baie Upper New York qui borde l'ouest de Brooklyn. L'embouchure est située près de la 19e rue sur la rive est, ou de la Bryant Street sur la rive ouest. À partir de ce point, le canal suit un cours nord-nord-est, à l'est de Smith Street. Une usine d'asphalte et une station de transfert maritime sont situées sur la rive est du canal, ainsi qu'un Home Depot et un centre d'expédition FedEx,.
Un projet de la part de l'agence de protection de l'environnement (Environmental Protection Agency) en accord avec la mairie de Brooklyn, de draguer le fond du canal des différentes pollutions accumulées depuis 1850 (polluants industriels). Ce projet est prévu pour durer au moins 10 ans et pour un montant d'environ 1,5 milliard de dollars.

Le canal Gowanus, vu depuis Union Street Bridge, dans le quartier Gowanus (Brooklyn). Octobre 2021.